# Ахондрит
Ахондритите (диференцирани метеорити) са каменни метеорити, които не съдържа хондрули – много малки, приблизително сферични обекти, образувани в Слънчевата мъглявина. Това е тяхна основна характеристика и се използва, за да се разграничат двата вида каменни метеорити – хондрити и ахондрити. Има едно изключение – въглеродните хондрити от група CI, които вместо хондрули съдържат вода. Освен това най-малко един вид ахондрити все пак съдържат някакво количество хондрули.
Ахондритите проявяват магнитни текстури, евентуално модифицирани от някакво въздействие и/или термичен метаморфизъм, съдържат литофилни (със силен афинитет към кислорода), сидерофилни (със слаб афинитет към кислород и сяра) и халкофилни (с афинитет към сярата) елементи, които представляват силно фракционирани минерални стопилки.

## Произход
Магменият произход на ахондритите е съобщен за първи път от берлинския професор по минералогия Густав Розе. За разлика от другите каменни метеорити, ахондритите не са части от първичния материал, а са продукт на ранните етапи на изграждането на планетите и астероидите, когато материалът се събира под влиянието на гравитацията, за да образува протопланети. По-голямата част от ахондритите вероятно са се образували във външните слоеве на бивши астероиди, които в ранните дни на Слънчевата система са се топили и диференцирали в резултат на енергията, отделена по време на разпадането на алуминиевия изотоп 26Al и вероятно също и на железния изотоп 60Fe. С нарастването си по-горещите протопланети също започват да се топят. Това унищожава хондрулите и тежките елементи като желязото и никелът потъват към центъра, оставяйки в по-горните слоеве само скалиста мантия. Леките силикати, които са се издигнали към повърхността, по-късно се появяват като лава в астероидните или планетарни вулкани. Когато такъв астероид се разпадне, или е подложен на удар, от втвърдената магма се формират ахондрити.
Ахондритите са прекристализирали стопени, или частично стопени магмени скали или брекчи от магмени скални фрагменти, произхождащи от диференцирани астероиди и планетарни тела като Марс или Луната. Образувани са от хондритна материя в резултат на нейното топене и диференциране в условията на планетарни тела, следователно на възраст са по-млади от хондритите. Хондрулите липсват, тъй като са разкристализирани, вследствие на което текстурата на ахондритите остава едрозърнеста. Някои от тях имат магмени или прекристализирали текстури, но запазват примитивен химичен афинитет към техните хондритни предшественици и се наричат примитивни ахондрити.

## Състав
По време на топенето на родителското тяло настъпва физично и химично разделяне, като желязото с висока плътност потъва, за да образува басейни или сърцевина под ахондритната основна магма, която остава с по-ниска плътност. Диференциацията изглежда настъпва много рано в историята на Слънчевата система – преди около 4,55 милиарда години. Природата на източника на топлина, предизвикала топенето, е предмет на дебат, като най-общоприетият модел е разпадането на краткотрайния радиоизотоп 26Al. Течностите кристализират като родителски тела на диференцираните метеорити. По време на диференциацията сидерофилните елементи лесно се редуцират до метал и се включват в металната стопилка. По този начин такива елементи (например Ga, Ge, Ni или Ir) се изчерпват в силикатите и се обогатяват с метал до концентрации, много над тези в хондритите – предшественици. Обратно, магмите се обогатяват с литофилни елементи над хондритните нива като редкоземни, Ca, Cr, Al или Mg. Базалтовите ахондрити, енстатит ахондритите и ангритите представляват кристализирани стопилки и кумулати – скали, образувани от гравитационно утаяване на кристали в стопилката. Уреилитите са частични остатъци на топене, които представляват междинен етап между описаните примитивните ахондрити и кристализиралите продукти на по-обширно топене.
По време на значителното загряване благородните газове и другите атмосферни елементи, като въглерод и азот, се изпаряват и се губят от металните и силикатните участъци. Халкофилните елементи, които образуват сулфиди като троилит, включват селен, телур, талий или бисмут. Халкофилите и няколко сидерофили и литофили също доста лесно се изпаряват от кондензираните материали и могат да се обогатят със сулфиди в родителското тяло или да се загубят от него. Концентрациите на тези елементи в метеоритите след това зависят отчасти от историята на фракциониране на техните родителски тела.
Ахондритите съставляват около 4 % от известните метеорити и са сходни по външен вид с магмените скали от земен произход, които са с ниско съдържание на силициев диоксид като базалти, перидотити и пироксенити. Главните минерали, които влизат в състава им са ромбични пироксени – около 50%, оливин, диопсид – около 12% и плагиоклази – около 25%. Пироксените са представени от енстатит и хиперстен, а плагиоклазите – от анортит и албит. Второстепенните минерали са ортоклаз, плесит, шрайберзит, авгит, хромит и диамант.
По състав примитивните ахондрити са близки до хондритите, но тяхната структура е значително променена. Произхождат от различни астероиди. По-голямата част от ахондритите принадлежат към една от групите акапулкоити, ангрити, обрити, шасинити, диогенити, еукрити, хауардити, лодранити, нахлити, шерготити и уреилити. Хаудардитите, еукритите и диогенитите (HED метеорити) са откъснати от големия астероид Веста. Шерготитите, нахлите и шасините почти сигурно идват от Марс. Освен това се смята, че известна група ахондрити произлиза от Луната.

## Класификация според съдържанието на калций
В зависимост от съдържанието на калций, ахондритите се разделят на две големи групи
- Бедни на калций със съдържание 0 – 3% CaO. Към тях спадат енстатитови метеорити (обрити), хиперстенни (диогенити), оливинови (шасинити) и оливин-пижонитови (уреилити).[7]
- Богати на калций – със съдържание на 5 – 25% CaO. Към тях са включени пироксен-плагиоклазовите (еукрити и хауардити), авгитовите (ангрити) и диопсид-оливиновите (нахлити).[7]

От всички разновидности, най-разпространени са пироксен-плагиоклазовите ахондрити, съдържащи хиперстен или пижонит.(6)
| Примитивни ахондрити (PAC група) | Метеорити от Веста (HED метеорити) | Други еволюирали астероидни ахондрити | Лунни метеорити (LUN група) | Марсиански метеорити (SNC Група) |
| -------------------------------- | ---------------------------------- | ------------------------------------- | --------------------------- | -------------------------------- |
| Акапулкоити                      | Еукрити                            | Ангрити                               | LUN A – анортозитни брекчи  | Шерготити                        |
| Лодранити                        | Диогенити                          | Обрити (енстатит ахондрити)           | LUN B – Морски базалти      | Нахлити                          |
| Уреилити                         | Хауадрити                          |                                       | LUN G – Морско габро        | Шасинити                         |
| Брахинити                        |                                    |                                       | LUN N – Норити              | Ортопироксенити                  |
| Юнонаити                         |                                    |                                       |                             | Негрупирани                      |

## Класификация според произхода
Според произхода си ахондритите се класифицират в следните групи:
- Примитивни ахондрити – това са остатъците от частично стопени хондрити, късове от малки родителски тела. След началната фаза на загряване и разтапяне, те бързо са се охладили.
- Астероидни ахондрити – произхождат от различни астероиди, включително от Веста.
- Лунни метеорити – избити от лунната повърхност и достигнали до Земята.
- Марсиански метеорити – изхвърлени от повърхността на Марс и паднали на Земята.

### Примитивни ахондрити (РАС група)
Примитивните ахондрити, наричани още PAC група, носят това име, тъй като техният химичен състав е примитивен – подобен на състава на хондритите, но текстурата им е магнитна, показателна за процесите на топене. Металната съставка при тях може да достигне до 1% от обема на метеорита. Примитивните ахондрити се приемат като продукти от най-ранните етапи на топене и магнитна обработка на планетезималите. Смята се, че акапулкоитите и лодранитите са остатъчни продукти от частичното топене на хондритните прекурсори.

#### Акапулкоити
Името на групата идва от метеорита Акапулко, чието падане е регистрирано на 11 август 1976 г. в Мексико и е наблюдавано от очевидци. Обикновено акапулкоитите са съставени главно от финозърнест оливин, ортопироксен, малко плагиоклаз, никел-желязна сплав, железен сулфид и троилит. Минералният им състав е междинен между този на Е и Н хондритите. Това се отнася и за силикатите, които са мафични и също с междинен състав между тях и Н хондритите. Количествата на уловените редки газове са сравними с тези на обикновените хондрити от тип 3 – 4, а умерено летливите и летливи елементи показват сходни модели на изчерпване в акапулкоитите и Н хондритите. Някои акапулкоити съдържат съвсем малки количества реликтни хондрули, чиито размери са в границите 400 – 700 μm.
Акапулкоитите са резултат от непълен процес на топене, който не е стигнал дотам, че да достигне химическо и минерално равновесие. Имат ахондритна и еквигрануларна (с еднакви по размер минерални зърна) текстура. Видът на текстурата зависи от скоростта, с която протича охлаждането на скалата. В много от метеоритите от групата присъстват метал-сулфидни жили и това се приема като доказателство за преминало топене.

#### Лодранити
Лодранитите са малка група метеорити, част от клана акапулкоит-лодранити. Веществото, от което са съставени, е претърпяло само умерена степен на топене и прекристализация. Носят името на метеорита Лодран, паднал в Пакистан на 1 октомври 1868 г. и проследен от очевидци. Тъй като акапулкоитите и лодранитите имат сходни минерален и кислород-изотопен състав се смята, че те са образувани от едно и също родителско тяло, най-вероятно на астероид тип S. Възрастта им се определя на 4,562.6 ± 0.9 милиарда години.
Съдържат силикатни минерали – оливин, ортопироксен, незначително количество плагиоклаз и троилит, както и никел-желязна сплав. Зърната на оливина и пироксена в лодранитите са по-груби отколкото тези в акапулкоитите, което показва, че лодранитите водят своя произход от по-голяма дълбочина в родителското тяло, където те са били подложени на по-интензивна и продължителна термична обработка. За разлика от акапулкоитите, лодранитите са остатъци от по-високи степени на частично топене и отстраняване на базалтовата стопилка при температури ~ 1250 °C.

#### Уреилити
Тези ахондрити носят името на метеорита Нови Урей, паднал край едноименния град на Мордовия през 1886 г. Те са основната група примитивни ахондрити, представени от почти 200 известни екземпляра, а по други данни – от 440. Урелитите са разделени на две главни групи – мономиталната основна група и по-рядко срещаната група полимитици. Мономиталните се състоят от брекчи, съставени от седиментни скали, съдържащи само един минерален вид, а полимитиците включват по няколко вида минерали. Освен това са разделени и на три основни типа – оливин-пижонитови, оливин-ортопироксенови и полимикт уреилити.
Съдържат оливин, пироксени, малки количества графит и микродиаманти в гънките между другите минерали, смесени с метал, сулфиди и незначително количество силикати. Оливинът е едрозърнест, а малкото пироксен е най-вече под формата на беден на калций пижонит, разновидност на пироксена. Разпръснати са в тъмна въглеродна матрица от графит и диамант, никел-железен метал и троилит. Уреилитите, които не са били силно модифицирани от удар, обикновено показват големи, удължени оливинови и пироксенови зърна с размер около 1 mm, които образуват тройни връзки и имат извити междугранулни граници.
Съдържат изобилие от уловени благородни газове и въглерод, които вероятно са включени в скалите при по-късно инжектиране в тях от слънчевия вятър. Една добре известна характеристика на уреилитите е, че желязното съдържание намалява, когато оливинът е в контакт с графит. Има няколко теории за тяхното образуване. Една от тях предполага формиране при редукция, което се доказва от оливиновите зърна с редуцирани ръбове. Базирайки се на техните минерални и кислородни изотопни съставки друга теория допуска, че са се образували като остатъци от частично топене и представляват междинен етап между примитивните ахондрити и кристализиралите продукти на по-обширно топене. Според трета формирането им се дължи на интензивни ударни вълни върху родителското тяло. Съвсем наскоро е предложен вариант, при който уреилитите са интерпретирани като късове от мантийната скала на частично разтопен астероид.

#### Брахинити
Групата на брахинитите е малка и ненапълно проучена със спорен произход. Малко от тях са подложени на подробни изследвания, възможно е някои членове да не бъдат подходящи за тази група и в бъдеще да се наложи да бъдат разделени на няколко групи. Носят името на метеорита Брахина, паднал на 26 май 1974 г. в Южна Австралия.
Брахинитите са богати на оливин примитивни ахондрити, които показват разнообразна петрология, като някои имат различия в обемната си химия и в кислород-изотопните съставки. Съдържат предимно дребни, еквигранулирани (с еднакъв размер на минералните зърна) оливинови зърна, като между тях са разпръснати малки количества авгит, плагиоклаз, хромит, шпинел, троилит, железни сулфиди и се намират бегли следи от ортопироксен, фосфати и никел-желязо. Свободен метал се среща много рядко, или въобще отсъства, въпреки че те съдържат общо до 20% желязо, главно под формата на богат на желязо оливин.
Минералите в брахинитите обикновено са хомогенни, а текстурите са средни до едрозърнести, с приблизителен размер на зрънцата от 0,1 до 1,5 mm. Това са скали с обща ксеноморфна, гранулирана текстура. Ксеноморфна е текстурата, при която кристали без отчетливи очертания, са разположени в свободните пространства между кристалите на други минерали.

#### Юнонаити
Юнонаитите са група метеорити, чиито химичен и минерален състав е подобен на този на хондритите, а текстурата им е рекристализирала, ахондритна. Носят името на метеорита Юнона, открит през 1928 г. в Аризона, САЩ. Юнонаитите, заедно с IAB железните метеорити, произхождат от едно и също родителско тяло – частично диференциран астероид, разрушен по времето когато при него започват да се образуват желязно ядро и богата на силикати кора.
Юнонаитите са претърпели обширен термичен метаморфизъм, което е довело до частично топене на железните компоненти и възможно частично топене на силикатите. Минералният им състав е междинен между тези на Е и Н хондритите. Силикатните включвания се състоят от променливи количества фин калциев пироксен, беден на магнезий оливин, плагиоклаз, троилит, графит, фосфати, незначителни количества добрелит и хромит, и никел-желязна сплав.
Характеризират се със силно хетерогенни по размер зърна, петрологична текстура и минералогия. Те са предимно фино до среднозърнести равнокристални скали.

### Астероидни ахондрити (еволюирали ахондрити)
Астероидните ахондрити, наричани още еволюирали ахондрити, са наречени така, защото са диференцирани върху родителското тяло. Това означава, че техният минералогичен и химичен състав е променен чрез процеси на топене и кристализация. Те са разделени на няколко групи:

### Метеорити от Веста (HED метеорити)
Предполага се, че произходът на HED метеоритите е от астероида Веста. Възможно е те да са възникнали на астероида 4 Веста, тъй като спектрите им на отражение са много сходни. Намерени са около 200 HED метеорити и те съставляват най-големият набор от корови магмени скали от тяло, различно от Земята и Луната. Групата е кръстена на началните букви на трите подгрупи: Хауадрити, Еукрити и Диогенити. Еукритите и диогенитите са базалтови магмени скали, а хауардитите са брекчи, съставени от механични смеси от еукрити и диогенити.

#### Еукрити
Еукритите са най-често срещаните ахондрити от клана HED метеорити, представени от над 100 каменни метеорита. Образувани са от топенето на хондритите в кората на астероида 4 Веста. Състоят се от кристализирала лава и наподобяват по състав базалтовите скали на Земята. Базалтите се състоят главно от равни количества пироксен и плагиоклаз. Съдържат още пижонит, малки количества силициев диоксид, хромит, илменит, фосфати, никел-желязо, троилит и циркон. Образувани са или от лавови потоци, или като интрузии, кристализирали в недрата на астероида. Еукритите показват редица степени на метаморфизъм, следствие на магнитна кристализация, като нарастващият метаморфизъм се проявява чрез огрубяване на ламелите на авгита, както и хомогенизиране на първоначалното химическо зониране в пироксена. Разделят се на три групи – базалтови, кумулативни и полимиктни.

#### Диогенити
Диогенитите са богати на едрозърнест ортопироксен, който е обилно натрупан по повърхността на базалтовата магма. Обикновено той е силно брекчиран и раздробен. Състоят се предимно от ортопироксен с незначително количество оливин, хромит и плагиоклаз. Авгитът се среща като ламели в нискокалцевия пироксен, образувани при бавно охлаждане. Присъстват още метал и троилит но в ниски и променливи количества.
Характеризират се с по-големи кристали от еукритите, защото са образувани при бавното охлаждане на базалтовата стопилка в подземни магмени камери, така че малките кристали от пироксен успяват да пораснат. По тази причина се предполага, че произхождат от по-големи дълбочини отколкото еукритите. Наречени са на Диоген от Аполония, който пръв предполага извънземен произход на метеоритите.

#### Хауадрити
Това са сложни брекчи, образувани при удар върху повърхността на родителското тяло, съдържащи еукрити, диогенити и някои хондритни материали. Доказателство за ударния им произход е високото съдържание на имплантирани от слънчевия вятър благородни газове в техните финозърнести, кластични, произведени от удар матрици. Носят името на Едуард Чарлз Хауърд, британски изследовател на метеорити от 18 и 19 век.
Хауардитите са типични реголити – хаотично изглеждаща смес от отломки от вулканични скали, която се е натрупала и втвърдила на повърхността на астероида и впоследствие е химически променена от космическите лъчи. Състоят се предимно от еукритен и диогенитен материал, който обхваща минимум 10% от обема им. Съдържат още ортопироксен, както и малко оливин, изобилие от ударни стопилки и фрагменти от брекчи, а понякога и въглеродни хондритни ксенолити.

### Други еволюирали астероидни ахондрити

#### Ангрити
Носят името на мястото, където са намерени за първи път – Ангра дос Рейс в Бразилия. През август 2021 г. групата е съставена от 35 диференцирани метеорита, които не са претърпели значителна степен на прекристализация или метаморфизъм. Представляват кумулати – скали, образувани от гравитационно утаяване на кристали в стопилката. Те са минерално уникални базалти, съставени предимно от богати на калций, алуминий и титан пироксени (фасаит), оливин и анортитен плагиоклаз. Базалтите са се образували на повърхността на родителското тяло. Възрастта им се определя на 4,558,2 ± 3,4 милиона години.
За разлика от хондритите и примитивните ахондрити, тези минерали са с магмен произход. Често съдържат включвания, които се тълкуват като втвърдени мехурчета от газ. По своята структура и химичен състав са подобни на земните базалти. Произходът на ангрите все още не е ясен. Очевидно те са формирани от собствено оригинално тяло, което засега не е идентифицирано.

#### Обрити (енстатит ахондрити)
Това са мономинерални магмени скали, съставени от едрозърнест енстатит без съдържание на FeO. Образувани са при изключително редуциращи условия и следователно съдържат различни екзотични минерали, които не се срещат на Земята. Също така съдържат незначителни количества плагиоклаз, диопсид и форстерит. При редукционните условия, при които се образуват тези метеорити, елементите, които обикновено са литофилни (свързани с кислород), се превръщат в халкофили, т.е. образуват сулфидни минерали. Сулфидните фази, открити в енсатитовите ахондрити, включват троилит, олдхамит, алабандит, нинингерит, добрелит, хейдит, джерфишерит и касуелсилверит.
При сравняване на спектрите на отразяване на астероидите се разкрива много голяма прилика между обритите и астероида 44 Ниса от Астероидния пояс, както и с някои други обекти от Е-тип. Той е най-големият и най-яркият астероид от Е-тип. Възможно родителско тяло на обритите е и малкият околоземен астероид 3103 Егер, който е единственият известен от Е-тип между близкоземните астрономически обекти.

### LUN група – Лунни метеорити
Лунните метеорити, събрани в групата LUN са метеорити, произхождащи от Луната. Всяка скала от лунната повърхност, която се ускорява от удара на метеороид до скорост, позволяваща да я напусне, или по-голяма, напуска гравитационното поле на Луната. Голяма част от тях, за различен период от време, падат на Земята.
До юли 2021 г. са разпознати 471 лунни метеорита. Ако обаче се отчетат потвърдените или силно подозирани случаи на сдвояване, броят на действителните лунни метеорити намалява до около 150. Сдвоени се наричат фрагментите от един и същи метеорит, който се е разбил по време на падането или при удара в Земята. За много от наскоро намерените метеорити сдвояването все още не е установено или отхвърлено, така че действителният им брой не е известен със сигурност.
Лунните метеорити произлизат от различни въздействия върху Луната. Текстурното и композиционното им разнообразие обхваща и дори надвишава това на скалите, събрани при шестте мисии за кацане на Аполо. Представени са главно от реголитови брекчи, съдържащи фрагменти от базалти, габро̀, анортозити и вулканично стъкло с у̀дарен произход.
Основните скали на Луната са разделени на две групи – континентална, съдържаща предимно анортозити, състоящи се от фелдшпат, и морска, базалтова или габро̀ва. Континенталните скали на Луната са предимно фелдшпатни брекчи и съдържат над 50% плагиоклаз във вид на анортит, който рядко се среща на Земята. Сред морските метеорити присъстват както обикновени базалти, така и базалтови брекчи. Някои лунни метеорити почти веднага се разпознават като такива, тъй като имат везикуларни (мехурчести) ядрени кори. Нито една земна скала и никой друг вид метеорит няма кора, която е толкова везикуларна, колкото тази на лунните метеорити.

#### LUN A
Метеоритите от тази подгрупа са изградени от брекчи и се разделят на три типа:
- Анортозитни реголитни планински брекчи – Те произхождат от планини, разположени главно на обратната страна на Луната. Състоят се от реголит, образуван под действието на метеоритни бомбардировки и слънчев вятър и слепнал прах, със значителни фрагменти от плагиоклаз.[22] Плагиоклазът на лунните планини е във вид на богатата на калций разновидност анортит с много алуминий и малко желязо.[20]

- Анортозитни фрагментирани планински брекчи – Те също произлизат от лунните планини, но се състоят не от реголит, а от брекчирани фрагменти на скали, намиращи се под лунната повърхност. Състоят се от анортозит, богат на калций плагиоклаз, пироксен, оливин, и някои други минерали.[22]

- Анортозитни ударни стопени брекчи – Ударите на астероидните метеороиди върху Луната разбиват скалите на лунната кора, а повишената от това температура предизвиква слепването им отново. Когато стопилката се охлади, тя образува ударно-разтопена брекча – класти, обхванати в матрица от втвърдената, стъкловидна или кристална, ударна стопилка.[22]

#### LUN B – Морски базалти
Това са проби от лунните морета, класифицирани като базалти, защото са кристални, магмени скали, състоящи се главно от пироксенов пижонит и авгит, с ниско съдържание на плагиоклаз и оливин. Богати са на желязо, тъй като съдържат пироксен, оливин и илменит. В сравнение с планинските скали, морските базалти са по-млади, възникнали около милиард години след планините.

#### LUN G – Морско габро
Тази група включва брекчирани и небрекчирани лунни метеорити с едрозърнеста структура. Формирани са при удар, който предизвиква литификация и в дълбочина, където се образуват фрагментарни брекчи. По състав те принадлежат към габрото – скала, състояща се предимно от плагиоклаз, под формата на анортит, и пироксен във вид на пижонит и авгит.

#### LUN N – Норити
Единственият известен представител на групата е намерен на три части в Западна Сахара и наречен NWA 773. Представлява вид скала, каквато никога не е вземана като проба от мисиите на „Луна“ или „Аполо“, но все пак от орбита е открита на няколко места по повърхността. Норитът е вид габро, едрозърнеста интрузивна скала, съдържаща като основен минерал плагиоклаз (лабрадорит), различаваща се от габрото по присъствието на ортопироксен (хиперстен) като доминиращ мафичен минерал.

### SNC Група – Марсиански метеорити
Марсианските метеорити са скали, образувани на Марс, изхвърлени от планетата вероятно при сблъсъци с астероиди, преминали през междупланетното пространство и паднали на Земята. Името SNC идва от началните букви на трите основни вида марсиански метеорити – шерготити (Shergottite), нахлити (Nakhlite) и шасинити (Chassignite). От всички метеорити, открити на Земята до 2020 г., най-малко 266 са идентифицирани като произхождащи от планетата Марс.
Повечето от марсианските метеорити са сравнително млади, като само няколко представляват скали от първоначалните милиарди години от марсианското геоложко време. Учените правят опити да идентифицират марсианските кратери, източници на падналите на Земята метеорити. Предложени са няколко обекта, но точното местоположение не е известно. Един от предполагаемите източници е кратер, разположен при южните подходи към вулкана Церауниус Толус, на около 950 км западно от мястото за кацане на Викинг 1.
SNC метеоритите са финозърнести магмени кумулати от мафичен или коматитен състав. Коматитът е вулканична скала с високо съдържание на магнезий и относително ниско на силиций. Типовете скали, представени в марсианските метеорити, са базалт, лерцолит, клинопироксенит, дунит и ортопироксенит, които имат различни пропорции на оливин, ортопироксен, клинопироксен, плагиоклаз и оксидни минерали.
Марсианските метеорити имат много прилики с HED ахондритите, но кристализацията в младите им години и разликите в кислородния изотоп ги поставят в отделна група. Категоризирани са въз основа на техните петрологични и геохимични характеристики, в четири групи – базалтови и лерцолитови шерготити, клинопироксенитови нахлити, дунитови шасинити и ортопироксинити. Тъй като по-късно са идентифицирани още екземпляри от групата, някои от които не се вписват добре в съществуващите типове, са създадени и подгрупи. Допълнителната група Ортопироксенити е създадена за метеорита ALH 84001, който до август 2021 г. е единствен неин член.

#### Шерготити
Шерготитите са най-често срещаната група марсиански метеорити, открити на Земята. Носят името на метеорита Шерготи, паднал в Индия през есента на 1865 г. Състоят се от базалтови вулканични скали, застинали на повърхността от лавови потоци. В зависимост от съдържанието им, се делят на три подгрупи:
- Базалтови шерготити (S-B) – Преобладаващото минерално съдържание в тях е от пироксен и плагиоклаз. Обикновено имат листни текстури, които вероятно са се получили чрез подравняване на потока в екструзивните лавови потоци. Съдържат незначителни количества глинести минерали, калцит, гипс и фосфатни минерали. Тези минерали се срещат като изолирани зърна по дължината на фрактури или са частично включени в ударни вулканични стъкла.[25]

- Лерцолитни шерготити – Лерцолитните шерготити са кумулати, при които лерцолитът е изграден преобладаващо от пироксен и оливин.[26] Кумулатите са магмени скали, образувани от гравитационното утаяване на кристалите в стопилка.[28] Оливинът и хромитът са последвани в кристализацията си от големи кристали на пироксен, след това циментиращ пироксен, плагиоклаз, илменит и други допълнителни фази.[25]

- Преходни членове – Преходните членове представляват базалтови брекчи.[25]

#### Нахлити
Нахлитите са кумулати на клинопироксена и са съставени от финозърнест, зеленикаво-кафяв материал. Съдържат предимно авгит и редки минерали, които биха могли да възникнат само в присъствието на течна вода. Анализите показват, че тези минерали трябва да са произлезли от планетата Марс, което е едно от доказателствата за съществуването на течна вода по повърхността ѝ преди около 1,5 милиарда години.
Нахлитите носят името на метеорита Нахла, паднал през 1911 г. в Египет. Образувани са от базалтова магма, натрупана при най-малко 4 изригвания, процес, обхванал около 93 ± 12 милиона години, в периода от преди 1416 ± 7 до 1322 ± 10 милиона години. Като потенциални източници за нахлитите са предложени повече от седем различни марсиански кратера. През 2017 г. най-вероятен изглежда един от кратерите в Елизиум, запазил лъчи, които са показателни за скорошен удар, съответстващ на възрастта на нахлитите.

#### Шасинити
Шасинитите носят името на метеорита Шасини, паднал във Франция през 1815 г. Това е много рядък клас метеорити, който се състои само от два члена – съименника и NWA 2737. Състоят се главно от оливин и също съдържат минерали, които могат да възникнат само в присъствието на вода. И двата са марсиански дунити с подобни текстури и минералогия. Те са кумулати на оливин-хромита, съставени от милиметрови едрични до субедрични оливини с няколко обемни процента пироксен и хромит.

#### Ортопироксенити
Досега е известен само един представител на тази група, метеоритът ALH 84001 (Allan Hills 84001), който е намерен във вечния лед на Антарктика. За разлика от другите марсиански метеорити, той се състои почти изключително от минерала ортопироксен и е доста по-възрастен от останалите ахондрити. Този метеорит става особено известен със своите микроскопични включвания, които имат структури, напомнящи на изкопаеми бактерии. Все още е спорно дали това са следи от примитивни марсиански организми или са създадени чрез чисто химични процеси.
ALH 84001 съдържа богато разнообразие от вторични фази, които се дължат на промяна от хидротермални или богати на CO2 течности. В зоните на счупване се виждат разпръснати заоблени зърна от карбонатни минерали. Карбонатите са силно зонирани по състав и съдържат включвания от магнетитови и сулфидни фази.

#### Негрупирани
Съществуват няколко метеорита с марсиански произход, които не могат да бъдат отнесени към нито една от групите. Такъв е NWA 7034 (Черната красавица), който съдържа десет пъти повече вода от другите марсиански метеорити, открити на Земята. Съставът му е различен от този на всеки друг изследван марсиански метеорит и отлично съвпада с повърхностните скали и кратери, изследвани дистанционно, чрез марсоходи и орбитални спътници. Съставен е от фрагменти от базалт, образуван от бързо охладена лава и съдържа предимно фелдшпат и пироксен, най-вероятно резултат от вулканична дейност.